# GIB-Stiftung
GIB (Gesellschaftliche Integration für Menschen mit Behinderungen) ist ein freier Träger der Behindertenhilfe, welcher als Stiftung und als mildtätiger eingetragener Verein in Berlin und Brandenburg Wohnstätten und Beschäftigungs- bzw. Arbeitsförderbereiche sowie ein Medizinisches Zentrum für Menschen mit geistiger und körperlicher Behinderung betreibt. Hierbei liegt ein Schwerpunkt bei Menschen mit Intelligenzminderung und problematischen Verhaltensweisen, die einen hohen Betreuungsbedarf haben.

## Geschichte
GIB wurde 1997 von dem Psychiater und Neurologen Erik Boehlke und Ernestine Brauns gegründet, um die Enthospitalisierung von schwer behinderten Menschen voranzutreiben, die häufig über viele Jahre hinweg in psychiatrischen Kliniken untergebracht waren, da sinnvolle Alternativen fehlten. Am 5. Mai 1998 wurde die erste Wohnstätte für insgesamt zwölf Bewohner eröffnet. Im Januar 2022 betrieb GIB mit 324 Beschäftigten zehn Standorte, insgesamt wurden ungefähr 130 Betreute in den Wohnstätten und 130 im Arbeitsförderbereich begleitet. 
Der hauptamtliche Stiftungsvorstand sind die Gründungsmitglieder E. Boehlke und E. Brauns. Daneben bestehen zwei Tochtergesellschaften, die gemeinnützige DiB GmbH mit acht Mitarbeitern, die eine Tagespflege mit zwölf Plätzen anbietet, sowie die gemeinnützige GIS GmbH mit 39 Mitarbeitern und 48 Plätzen. Das erste MZEB (Medizinisches Zentrum für Erwachsene mit Behinderungen) in Berlin wurde am 1. September 2020 eröffnet. GIB wurde initial als eingetragener Verein gegründet, zur dauerhaften Bewahrung der Gründungsidee wurde am 19. November 2015 die GIB-Stiftung gegründet, die schrittweise die Gesamtverantwortung für das mittelständische Sozialunternehmen übernimmt.

## Website
- Website der GIB-Stiftung